# 岳维峻
岳维峻（1883年—1932年8月11日），字或号为西峰，陝西省同州府蒲城县人，宋朝名将岳飞后裔。中華民國陸軍上將。

## 生平
16歳时他为武学貢生。后来他成为陝西省革命派领导人胡景翼的部下，其后加入中国同盟会。辛亥革命後，他一直追随胡，参加了二次革命和護国战争。他历任陝西第1師的旅長、陝西靖国軍前敵总指揮。
1924年（民国13年）9月，他被授予勝威将軍。同年第二次直奉战争中，北京政变爆发，胡景翼参加了馮玉祥率领的国民軍并任副司令兼第2軍軍長，岳维峻任国民軍第2師師長。
同年12月，胡景翼任河南督軍并进入河南，岳維峻跟随胡景翼。此后，陝西督軍劉鎮華手下的憨玉琨同胡景翼争夺地盘，爆发了「胡憨之战」，岳維峻参战，为击破劉鎮華、憨玉琨的军队作出了贡献。战斗勝利後的1925年（民国14年）4月10日，胡景翼突然因病去世。岳维峻继承了胡的地位，任国民軍第2軍軍長兼署理河南督办。
此後，在北方各派的支援下，劉鎮華进行反撃，岳維峻一度敗退。1926年（民国15年）9月馮玉祥五原誓師，岳维峻加入国民革命軍。此後，他历任国民革命军第2集团軍第5方面軍総指揮、第3軍副軍長，为北伐作出貢献。
北伐结束後，1929年（民国18年）他任陝西招撫使、豫西警備司令。翌年，他任国民革命軍第34師師長，对中国工农红軍作战。1931年（民国20年）3月，他在同鄂豫皖苏区的紅軍作战中于双桥镇战斗中失败而被捕。当时他任围剿作战中的南路总指挥，因轻敌冒进，率师部和两个旅部进驻双桥镇而遭到红四军五个团（三十团、三十一团、三十七团、二十八团、三十三团）的包围进攻。奉红四军十师二十八团团长高建升之命，二十八团一营营长许世友率全营突击敌师部，最终活捉了岳维峻。
1932年8月11日，他因据称企图做国民革命軍的内应，而被張国焘下令在河南省光山县枪决。享年50岁。他死后，国民政府追授其为陸軍上将。

## 家庭
岳维峻有一子岳锦藩，岳锦藩生有三女一子。长女岳安娜，儿子岳继翼。
纠错：岳维峻一子一女。儿子因肺结核早亡（20岁以前）。女名岳燕。岳锦藩是岳维峻之侄子。